# Kalama (Washington)
Kalama es una ciudad ubicada en el condado de Cowlitz en el estado estadounidense de Washington. En el año 2000 tenía una población de 1.783 habitantes y una densidad poblacional de 302,4 personas por km².

## Geografía
Kalama se encuentra ubicada en las coordenadas 46°0′31″N 122°50′33″O / 46.00861, -122.84250.

## Demografía
Según la Oficina del Censo en 2000 los ingresos medios por hogar en la localidad eran de $38.152, y los ingresos medios por familia eran $45.342. Los hombres tenían unos ingresos medios de $41.058 frente a los $25.521 para las mujeres. La renta per cápita para la localidad era de $19.592. Alrededor del 13,7% de la población estaban por debajo del umbral de pobreza.